# Guerra civil entre centralistas y federalistas
La guerra civil entre centralistas y federalistas fue una sucesión de enfrentamientos armados entre los independentistas de la Nueva Granada (actual Colombia), entre los años 1812 y 1815. Este periodo es llamado La Primera República de la Nueva Granada pero debido a este conflicto y conflictos posteriores, dicho período es conocido como Patria Boba. Esta designación despectiva proviene de la descontextualización a una broma sarcástica emitida por Antonio Nariño en "Los Toros de Fucha" y sacada de contexto para propósitos políticos más tarde a través de la historia colombiana. La guerra se desarrolló en dos fases, la principal que inicia con la declaración de guerra de los federalistas contra Cundinamarca y culmina con una paz acordada por los líderes de ambos bandos para atacar a los realistas, y una segunda fase que inicia cuando los federalistas nuevamente deciden atacar aprovechando la debilidad de su enemigo.

## Antecedentes

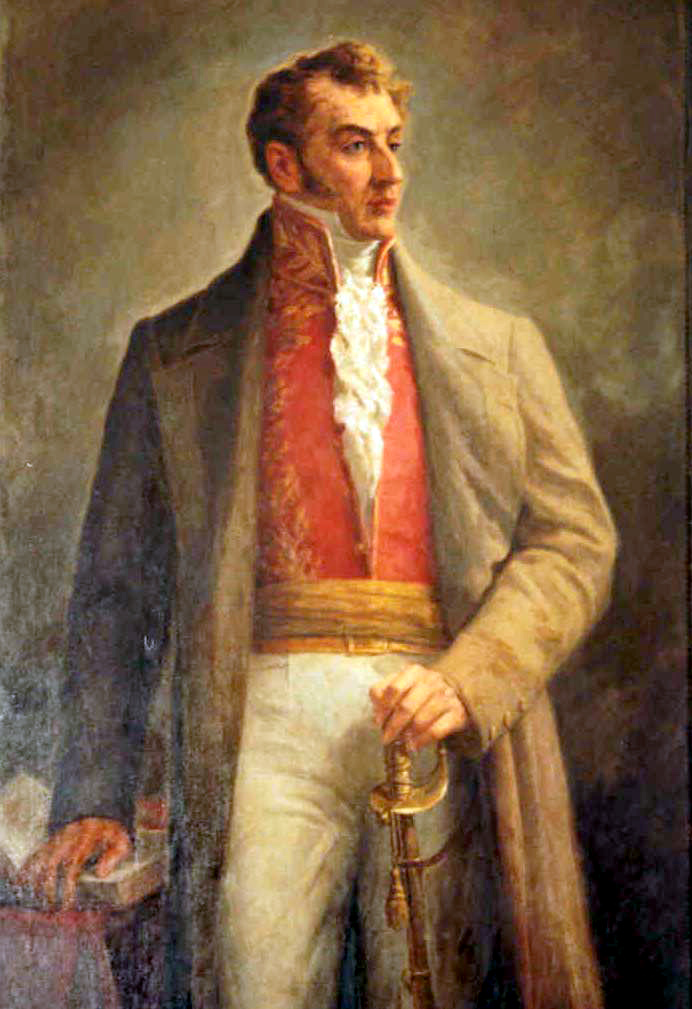
Antonio Nariño, presidente y comandante de las tropas de Cundinamarca.

El 27 de noviembre de 1811 se creó la Federación de las Provincias Unidas de la Nueva Granada, participando en el acto fundacional las provincias de Antioquia, Cartagena, Pamplona, Neiva y Tunja. Debido al carácter centralista de la constitución de Cundinamarca (nombre que recibió la provincia de Santa Fe de Bogotá), los federalistas eran recelosos de la unión de este Estado a la Federación. Este recelo generó una división entre dos bandos: los centralistas (liderados por Antonio Nariño y que controlaban el gobierno de Cundinamarca) y federalistas, liderados desde Tunja por Camilo Torres en calidad de Presidente del Congreso de las Provincias Unidas.
Cundinamarca, que no hizo parte del pacto al ser un estado partidario del centralismo, se anexionó en 1811 la provincia de Mariquita y partes de la provincia de Neiva, lo cual produjo tensiones con resto de las provincias neogranadinas, las cuales se solucionaron el 18 de mayo de 1812 con un tratado de paz que reconocía las anexiones de Cundinamarca y establecía una futura capital federal sin jurisdicción de ninguno de los estados, permitiendo el ingreso de Cundinamarca a la Federación. Sin embargo, el 8 de octubre de 1812 el gobierno federal le ordenó a Antonio Nariño, presidente de Cundinamarca, ajustar la legislación del Estado al pacto federal a lo cual este se negó.
Liderado por Bogotá, Cundinamarca controlaba el altiplano central, históricamente la región hegemónica de la Nueva Granada por ser la más rica y poblada. Nariño consideraba pernicioso unirse a una confederación, ya que Cundinamarca perdería sus recursos e influencia. Además, consideraba que el mejor modo de contrarrestar las avanzadas realistas era con la creación de un gobierno en su provincia. Desde sus proclamas en «La Bagatela» en 1811, afirmó que la Federación era el sistema de gobierno más perfecto, sin embargo, las condiciones de la guerra irregular no era satisfactoria para establecer ese tipo de gobierno en la Nueva Granada.
La fragmentación política neogranadina era favorecida por su geografía, por una parte las ciudades y villas operaban bajo distintas lógicas comerciales como Cartagena y Popayán, por otra las vías de comunicación no permitían la toma de decisiones de manera eficaz. Algunas élites provinciales eran reticentes a los mandatos que se estaban proclamando en Santafe de Bogotá, en contraste con los funcionarios de la Metrópoli española. Además, los intereses económicos eran uno de los escenarios más conflictivos entre las diferentes provincias, la comercialización e implementación de otros mercados estaban condicionados por las lógicas climáticas y geográficas que consideraban los contemporáneos de estos años En los valles centrales habían haciendas y minifundos de criollos y mestizos, también algunas manufacturas y una importante minería aurífera. En cambio, el litoral entre Cartagena y Santa Marta (al igual que entre Caracas y Cumaná) exportaba cacao y café desde grandes plantaciones trabajadas por esclavos negros y sus dueños eran fuertes defensores del libre comercio.
La tradición institucional de la monarquía, que basaba la soberanía en «los pueblos», impedía crear «un solo cuerpo de nación». Gracias a estos factores nacen verdaderas «ciudades-Estados» con sus propias constituciones. Como sucedió en Venezuela o el Río de la Plata, una vez que la capital virreinal reclama su autonomía frente a la metrópolis las principales urbes empiezan a cuestionar su hegemonía: «Como pasaba en las ciudades-estado de la antigua Grecia, todas las ciudades querían preservar su propia soberanía, y las disputas surgían cuando cada ciudad quería defenderse de lo que consideraba la tiranía de las demás». Entre 1810 y 1811 Nueva Granada se fragmenta y la única posibilidad de crear un «Estado supramunicipal» es mediante «pactos y negociaciones» entre las ciudades.

## Desarrollo
El conflicto de la Federación con Antonio de Nariño desencadenó una declaración de guerra a las Provincias Unidas de la Nueva Granada, que llevó a ambos bandos a un enfrentamiento armado. En esos momentos, Nariño decidió marchar sobre Tunja con 1500 hombres. Los combates iniciaron el 2 de diciembre de 1812, en una batalla que se llevó a cabo en la población de Ventaquemada (actual departamento de Boyacá), donde triunfaron los federalistas, integrados principalmente por tropas de la provincia de Tunja, comandadas por Antonio Baraya. Los centralistas dejaron en el campo 40 muertos, 50 prisioneros y 10 cañones.
Tras la derrota de los centralistas, las tropas federalistas de Baraya, más de 3000 hombres, avanzaron hacia Santafé de Bogotá en el mes de enero. Luego de tomar posiciones en los alrededores de la ciudad y en puntos estratégicos como el cerro de Monserrate, el combate definitivo por el control de la ciudad se libró el 9 de enero en el barrio San Victorino, favoreciendo a las fuerzas de Nariño quien contaba con 1000 a 1500 soldados. Los centralistas tomaron 24 oficiales y 1000 soldados como prisioneros, 27 cañones y 300 fusiles. Con el triunfo de Cundinamarca, la guerra terminó momentáneamente, después de que los dos bandos acordaron unir fuerzas contra el enemigo común: los ejércitos realistas.

## Sometimiento de Cundinamarca y Reconquista española
La tregua fue aprovechada por Nariño para comandar una campaña contra los realistas que controlaban las provincias de Pasto y Popayán. Tras algunas victorias, su ejército es derrotado en la Batalla de los ejidos de Pasto y él es tomado prisionero por el gobernador español de Quito Melchor Aymerich.
Luego de que Nariño fuera apresado por los ejércitos realistas, los federalistas aprovecharon su ausencia y la debilidad de Cundinamarca y continuaron la guerra. El 12 de diciembre de 1814, el militar venezolano Simón Bolívar siguiendo órdenes del Congreso, tomó Santafé a nombre de la provincia de Tunja y el federalismo y derrotó a los centralistas de Cundinamarca. A cambio de esta acción, el Congreso le autorizó una campaña en enero siguiente en la costa Caribe, donde debía recibir armas y pertrechos de Cartagena de Indias para tomar Santa Marta y luego liberar a su natal Venezuela. Como ya se ha mencionado, los realistas aprovecharon la guerra civil para recuperar Pasto y Popayán y aislar por tierra a Cartagena en 1813.
El gobierno de Cartagena de Indias, bajo la presidencia de Manuel Rodríguez Torices, se negó a apoyarlo, razón por la cual Bolívar sitió a la ciudad durante mes y medio. Informado de la llegada de Pablo Morillo a Venezuela y, atacado por los realistas de Santa Marta, Bolívar renunció al mando y se embarcó el 9 de mayo de 1815 rumbo a la Jamaica británica, mientras los restos de su ejército reforzaban la guarnición de Cartagena de Indias, donde participaron en la defensa de la ciudad contra el asedio de Pablo Morillo, quien terminaría triunfando y avanzando por el interior del territorio neogranadino, restableciendo el orden monárquico y ejerciendo una fuerte represión contra la élite criolla que generó la independencia en lo que fue denominado el Régimen del Terror.